# Ciminius hartii
Ciminius hartii är en insektsart som beskrevs av Ball 1901. Ciminius hartii ingår i släktet Ciminius och familjen dvärgstritar. Inga underarter finns listade i Catalogue of Life.